# N'zi-Comoé

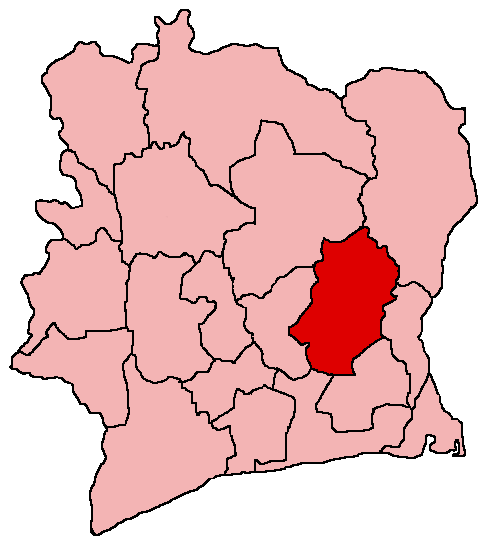
Poloha regionu N'zi-Comoé na mapě Pobřeží slonoviny

N'zi-Comoé byl jedním z 19 regionů republiky Pobřeží slonoviny, které existovaly do roku 2011, kdy proběhla reorganizace územně-správního členění státu. Jeho rozloha činila 19 560 km², v roce 2002 zde žilo 908 800 obyvatel. Hlavním městem regionu bylo Dimbokro.
V roce 2011 byl sloučen s regionem Lacs do distriktu Lacs.